# 卡爾頓鎮區 (愛荷華州泰馬縣)
卡爾頓鎮區（英語：Carlton Township）是位於美國愛荷華州泰馬縣的一個行政鎮區。

## 地方資料
根據2010年美國人口普查的數據，卡爾頓鎮區的面積為94.75平方千米，當中陸地面積為94.65平方千米，而水域面積為0.10平方千米。當地共有人口881人，而人口密度為每平方千米9.3人。